# Konstantin Muraviev
Konstantin Vladov Muraviev (in bulgaro Константин Владов Муравиев?; Pazardžik, 5 marzo 1893 – Sofia, 31 gennaio 1965) è stato un politico bulgaro e primo ministro del regno di Bulgaria durante la seconda guerra mondiale.
Muraviev fu educato al Robert College di Costantinopoli, come Ivan Gešov, Todor Ivančov, Konstantin Stoilov e molti altri rivoluzionari bulgari.
Nipote di Aleksandăr Stambolijski, fu scelto per fare appello agli Alleati occidentali dopo che questi avevano rigettato le proposte del suo predecessore Ivan Bagrjanov. Muraviev ratificò l'abolizione di tutte le leggi razziali il 5 settembre 1944 e l'8 settembre dichiarò guerra alla Germania nazista. Ad ogni modo i suoi sforzi si rivelarono un fallimento, dato che dopo appena una settimana il suo governo fu rovesciato con il colpo di stato da parte del Fronte patriottico, il 9 settembre 1944, mentre l'Armata rossa avanzava nel paese.
A differenza di molti suoi contemporanei Muraviev scampò all'esecuzione dopo la guerra e pubblicò un libro sulla politica bulgara, Fatti e persone (Събития и хора, Săbitija i hora) nel 1963.